# Rafał Szmigielski
Rafał Włodzimierz Szmigielski – polski chemik, prof. dr hab. nauk chemicznych, profesor Instytutu Chemii Fizycznej PAN.

## Życiorys
W 1994 r. ukończył studia w Politechnice Warszawskiej, w 2003 r. obronił rozprawę doktorską pt. „Synteza pochodnych N-alkoksymetylowych amidów i sulfonamidów oraz badanie fragmentacji tych związków metodą spektrometrii mas” (promotor: Witold Danikiewicz, w 2016 r. habilitował się na podstawie pracy zatytułowanej „Badania mechanizmów tworzenia i przemian wtórnych aerozoli atmosferycznych z użyciem sprzężonych technik spektrometrii mas”. W 2023 r. uzyskał tytuł profesora nauk chemicznych. 
Pracuje w Instytucie Chemii Fizycznej Polskiej Akademii Nauk.